# Empire (chanson de Kasabian)
Cet article concerne la chanson de Kasabian. Pour la chanson de Shakira, voir Empire.
Pour les articles homonymes, voir Empire (homonymie).
Singles de Kasabian
Cutt Off
(2005) Shoot the Runner
(2006)
Pistes de Empire
Shoot the Runner
(2)
Empire est le premier single du deuxième album studio du groupe de rock britannique Kasabian publié le 24 juillet 2006. Il se classe 9e au classement britannique des ventes de singles.

## Parution
Kasabian publie Empire le 24 juillet. Celui-ci est alors élu single de la semaine par le NME et atteint la 9e place du classement britannique des ventes de singles,. Deux jours après sa sortie, le groupe joue une dizaine de chansons lors l'émission de Zane Lowe à la BBC Radio 1 dans le but de promouvoir le single,.
| Classement musical             | Meilleure position |
| ------------------------------ | ------------------ |
| Royaume-Uni (UK Singles Chart) | 9                  |

## Liste des chansons
Toute la musique est composée par Sergio Pizzorno.
| 1. | Empire         | 3:24 |
| 2. | Black Whistler | 3:40 |

## Ouvrage
- (en) Joe Shooman, Kasabian : Sound, Movement & Empire, Independent Music Press, 24 avril 2008, 176 p. (ISBN 190619100X et 978-1906191009)